# Lycaugesia semiclara
Lycaugesia semiclara là một loài bướm đêm trong họ Noctuidae.